# St-François-de-Paule (Nizza)

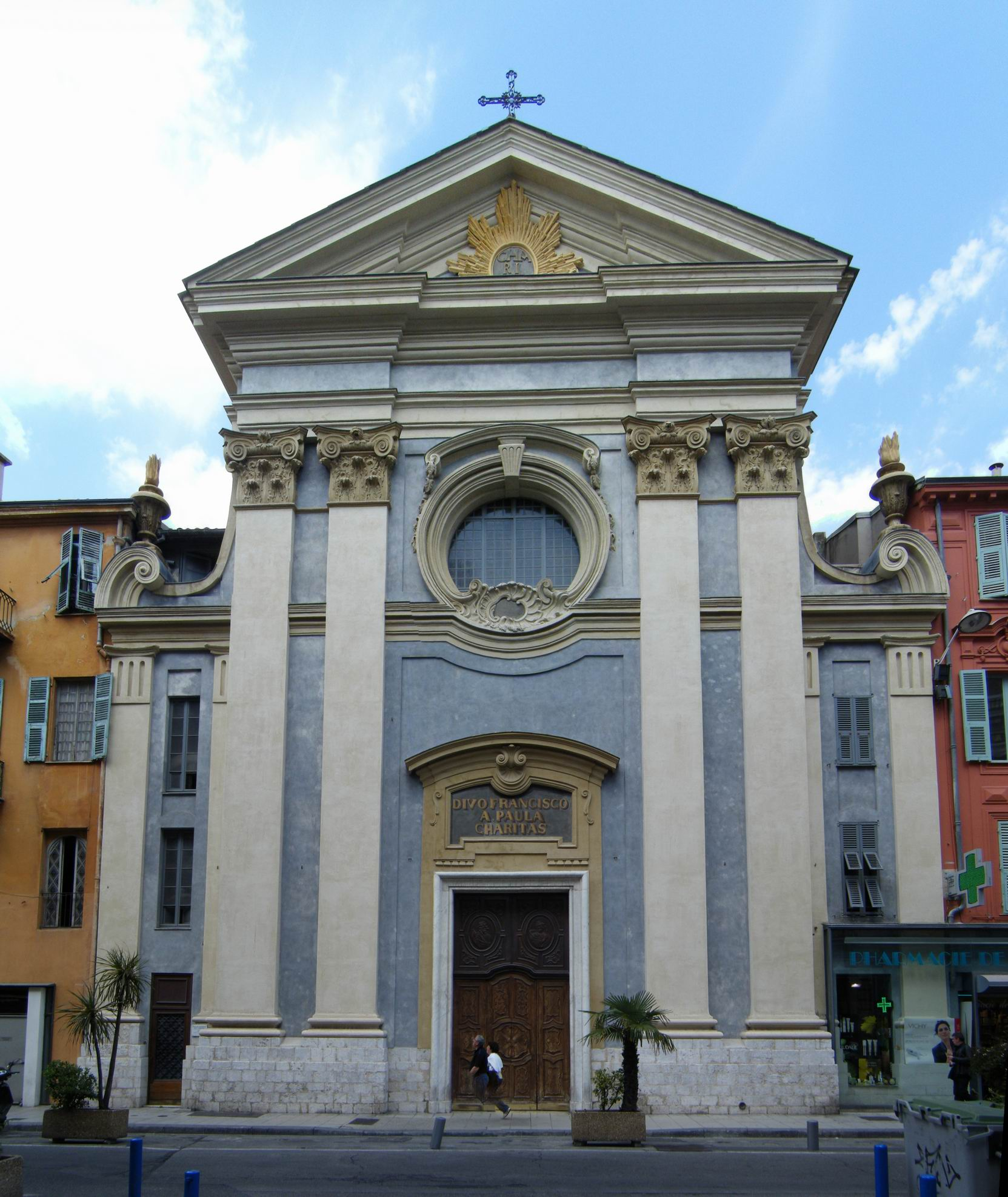
St-François-de-Paule (Nizza)

Die Kirche Saint-François-de-Paule ist eine römisch-katholische Kirche in der südfranzösischen Stadt Nizza. Sie wird von den Dominikanern betreut.

## Lage und Patrozinium
Die Kirche steht im Altstadtkern von Nizza (Vieux Nice) in der Rue Saint-François-de-Paule schräg gegenüber der Oper von Nizza. Sie ist zu Ehren von Franz von Paola geweiht. Die Kirche gehört zur Pfarrei Paroisse Saint Jean XXIII.

## Geschichte

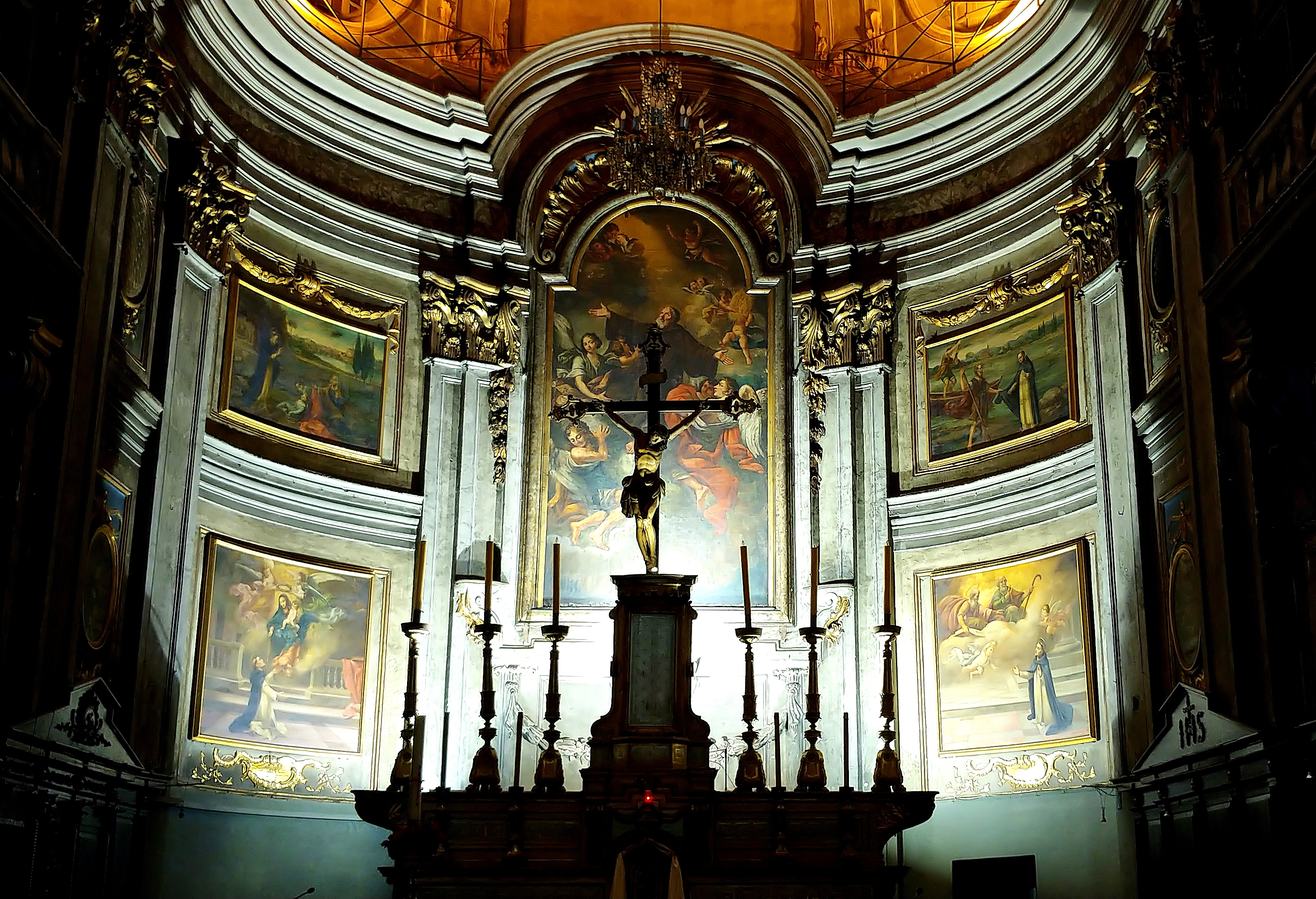
St-François-de-Paule (Nizza)

Der 1633 nach Nizza gekommene Orden der Paulaner baute von 1736 bis 1741 in einem damaligen Neubaugebiet die heutige nach ihrem Ordensgründer benannte Kirche, deren Erweiterung 1771 eingeweiht wurde. Seit 1934 besetzen die Dominikaner Konvent und Kirche.
Dominique Foussard und Georges Barbier nennen die Kirche eines der überzeugendsten Werke des piemontesischen Spätbarock und schreiben sie dem Architekten Filippo Giovanni Battista Nicolis di Robilant (1723–1783) zu.

## Ausstattung

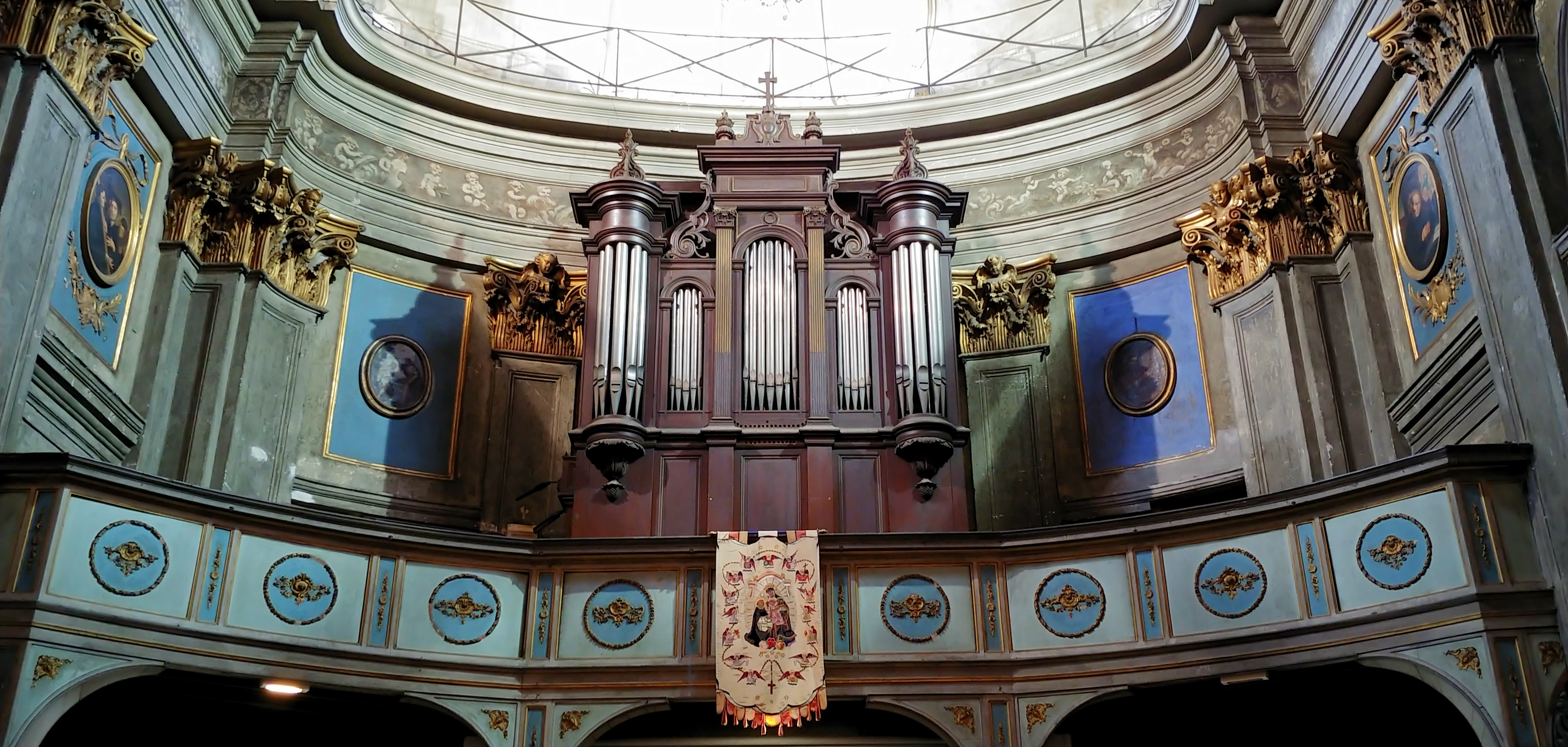
St-François-de-Paule (Nizza)

Das 33 Meter lange Schiff, die vier Seitenkapellen und der Chor sind reich mit Gemälden ausgestattet.